# Телеборг (замок)
Телеборг (швед. Teleborgs slott) — замок в городе Векшё, в лене Крунуберг, в исторической области Смоланд, Швеция. По своему типу относится к замкам на вершине.

## Расположение
Замок расположен в южной части Швеции на западном берегу озера Труммен, напротив кампуса университета Линнеус, примерно в пяти километрах к югу от центра города Векшё. Подобно многим классическим замкам комплекс возведён на скалистой вершине.

## История

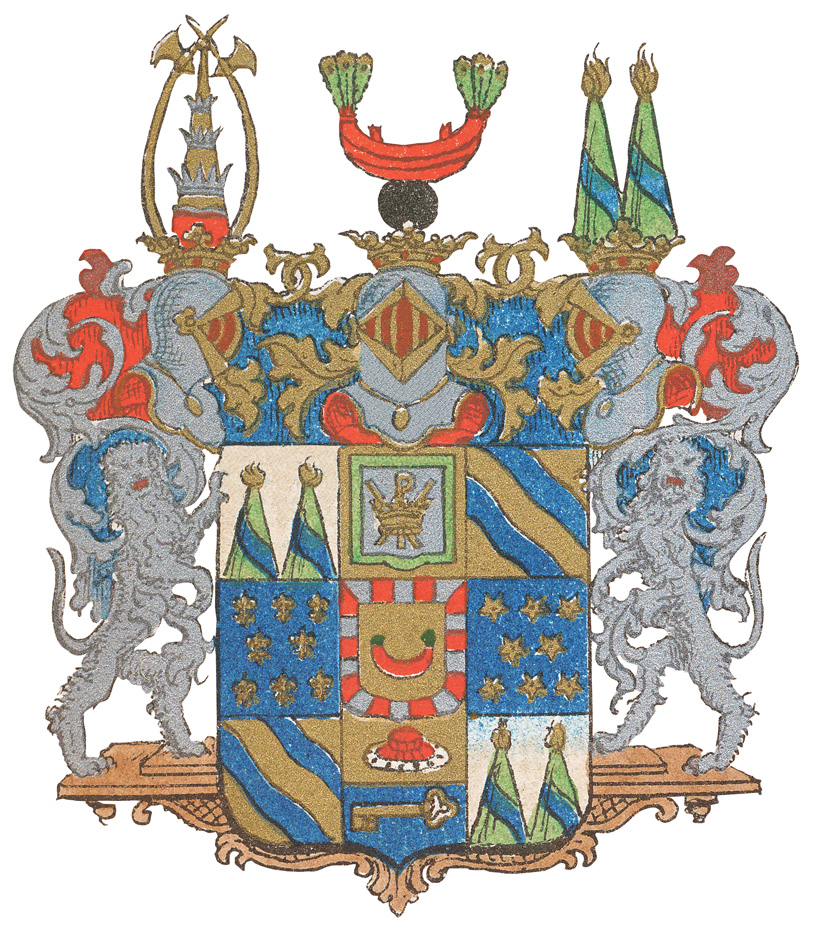
Герб графского рода Бонде аф Бьёрне (дворянский род)

### XIX век
Строительство замка началось в самом конце XIX века, когда среди европейской знати распространилась мода на сооружения в рыцарском духе. Заказчиком выступил граф Густав Фредрик Бонде аф Бьёрне (1842-1909). В октябре 1895 года он купил за 144 тысячи шведских крон сельскохозяйственное имение Туфван недалеко от города Векшё у землевладельца по фамилии Стенлунд.
Вскоре началось строительство роскошного дворцово-замкового комлекса. Название Туфван собственник изменил на более благозвучное Телеборг. Это был свадебный подарок второй супруге графа Анне Коскулл, происходившей из дворянского рода Коскуль.
Образцом для комплекса стали немецкие средневековые каменные крепости в долине Рейна. Проект подготовили в архитектурном бюро Lindvall & Boklund из Мальмё. Главными архитекторами выступили его основатели Август Линдвалл и Харальд Боклунд. Основным строительным материалом стал кирпич. Снаружи стены и башни были облицованы блоками красного и серого гранита.
Завершение строительства пришлось на 1900 год. Внушительный замок с высокой башней и богатым декором на фасадах стал жилой резиденцией для семьи Бонде. Вокруг сооружения был разбит живописный парк.

### XX век

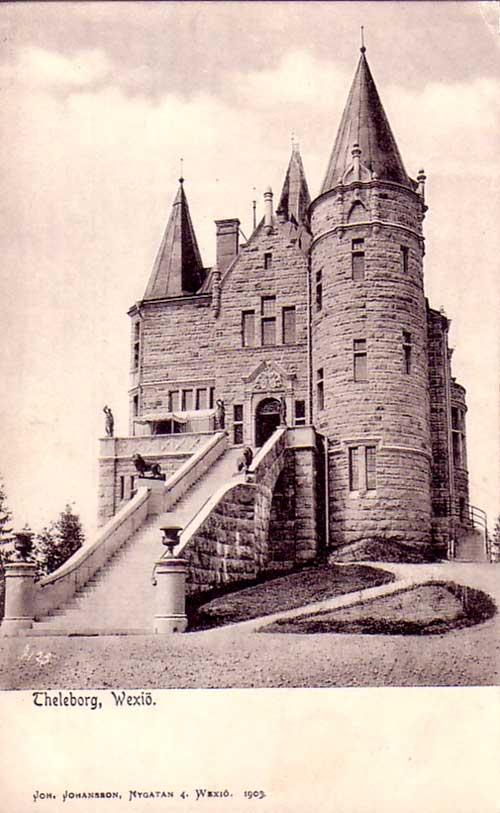
Замок на фотографии 1903 года

Фредрик Бонде скончался в 1909 году. Ещё восемь лет спустя умерла его жена. Телеборг унаследовал племянник графа, камергер Кристер Бонде аф Бьёрнё (1869–1956), уроженец Троллехольма. Он превратил комплекс в частный пансионат для девочек. Кристер лично управлял этим учреждением в течение нескольких лет. 
В 1931 году Кристер Бонде вновь стал использовать Телеборг как жилую резиденцию. По его распоряжению окружающий парк был реконструирован. 
Сын Кристрера, посол Швеции в Риме граф Фредрик Ульф Бонде (1902–1981), унаследовал замок в 1956 году. Но в начале 1960-х годов он решил продать родовую собственность.
В 1964 году власти города Векшё приобрели поместье Телеборг вместе со всеми строениями за 3,7 миллиона шведских крон. На сегодняшний день комплекс принадлежит компании Vöfab и сдается в аренду компании Runosson & Co.

## Современное использование
Сегодня в замке работают отель, ресторан и конференц-зал. В комплексе возможно проведение корпоративных мероприятий, торжеств, семинаров или свадеб. Власти Векшё используют замок для культурно-массовых мероприятий, конгрессов и в представительских целях. Перед Новым годом здесь проводятся рождественские банкеты. Для туристов замок обычно доступен по воскресеньям.
В зданиях бывших конюшен замка сейчас находится студенческий бар-ресторан и дискотека под названием Slottsstallarna.

## Описание
Комлекс состоит из основного трёхэтажного здания, вытянутого с севера на юг. По углам к нему примыкают четыре разные башни. Самая высокая, квадратная, находится в северо-западной части. Её верхняя часть украшена декоративной башенкой — бартизаной. В юго-западном усглу находится более низкая круглая башня. Ешё две — одинаковой высоты с главным корпусом и лишь слегка выступают за пределы фасадов. Всё башни имеют высокие конические крыши.
Главный вход с широкой площадкой расположен в южной части. К нему ведёт длинная лестница, по которой гости сразу попадают на второй этаж.

## Галерея

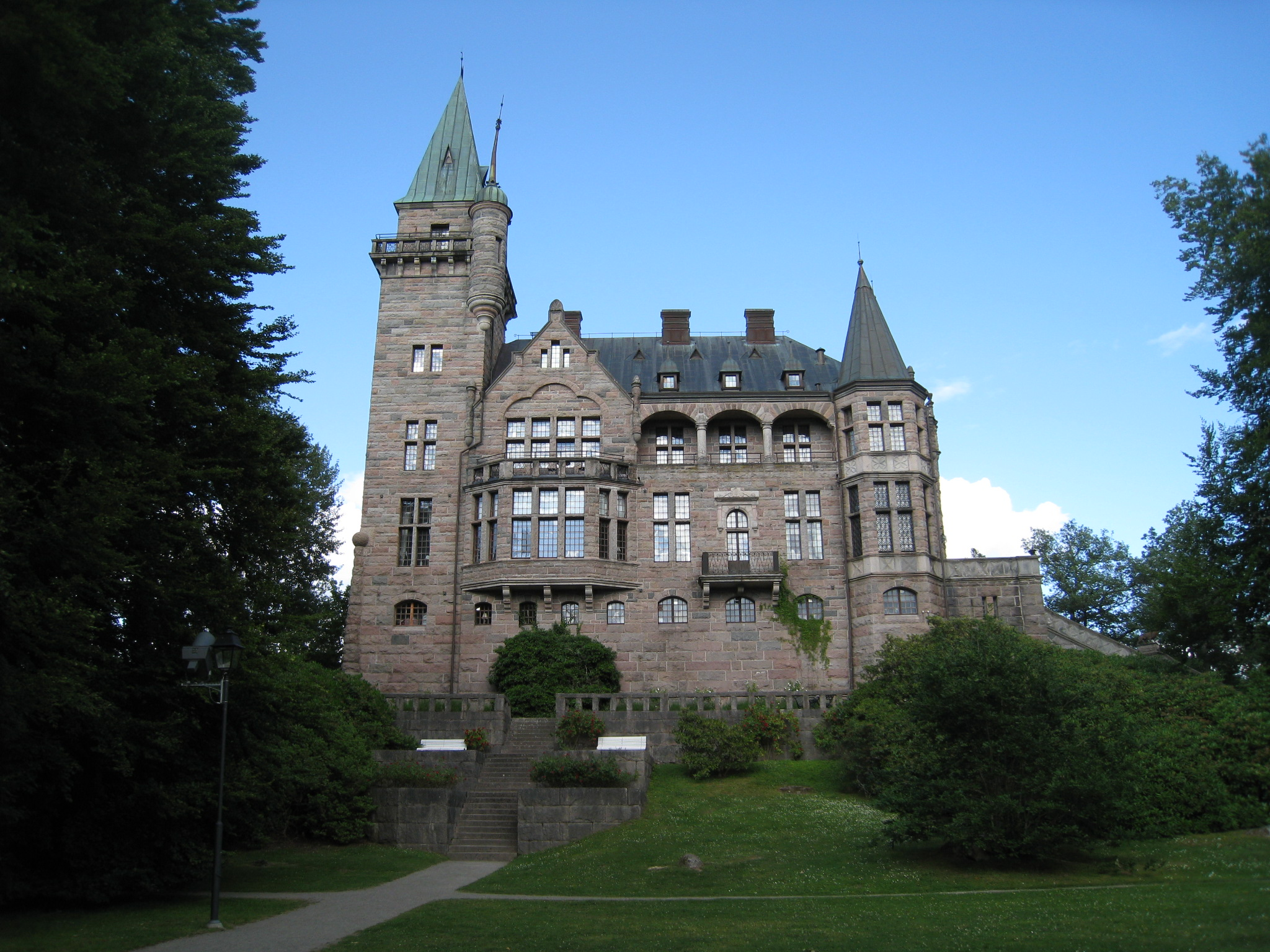
Вид замка с западной стороны
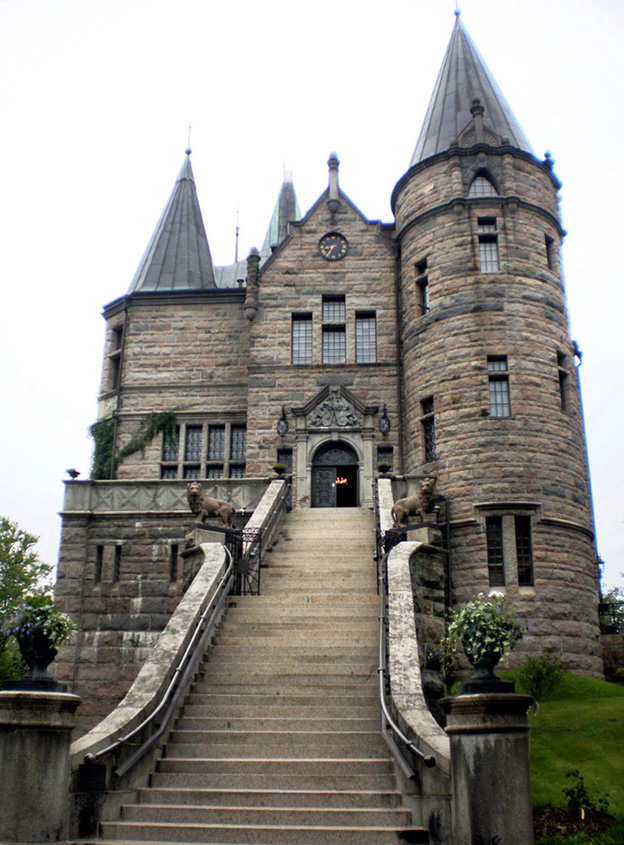
Парадная лестница
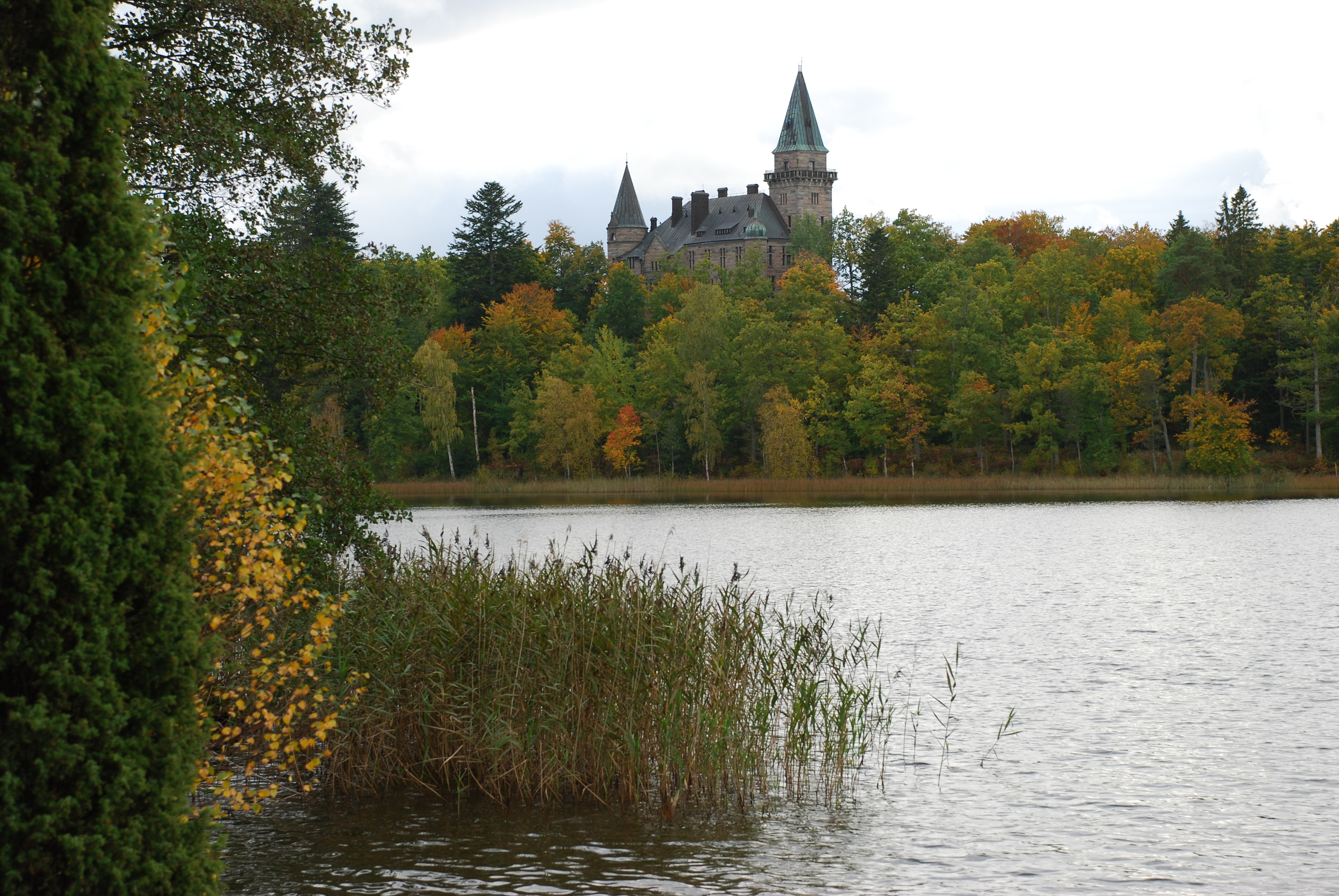
Вид замка со стороны озера
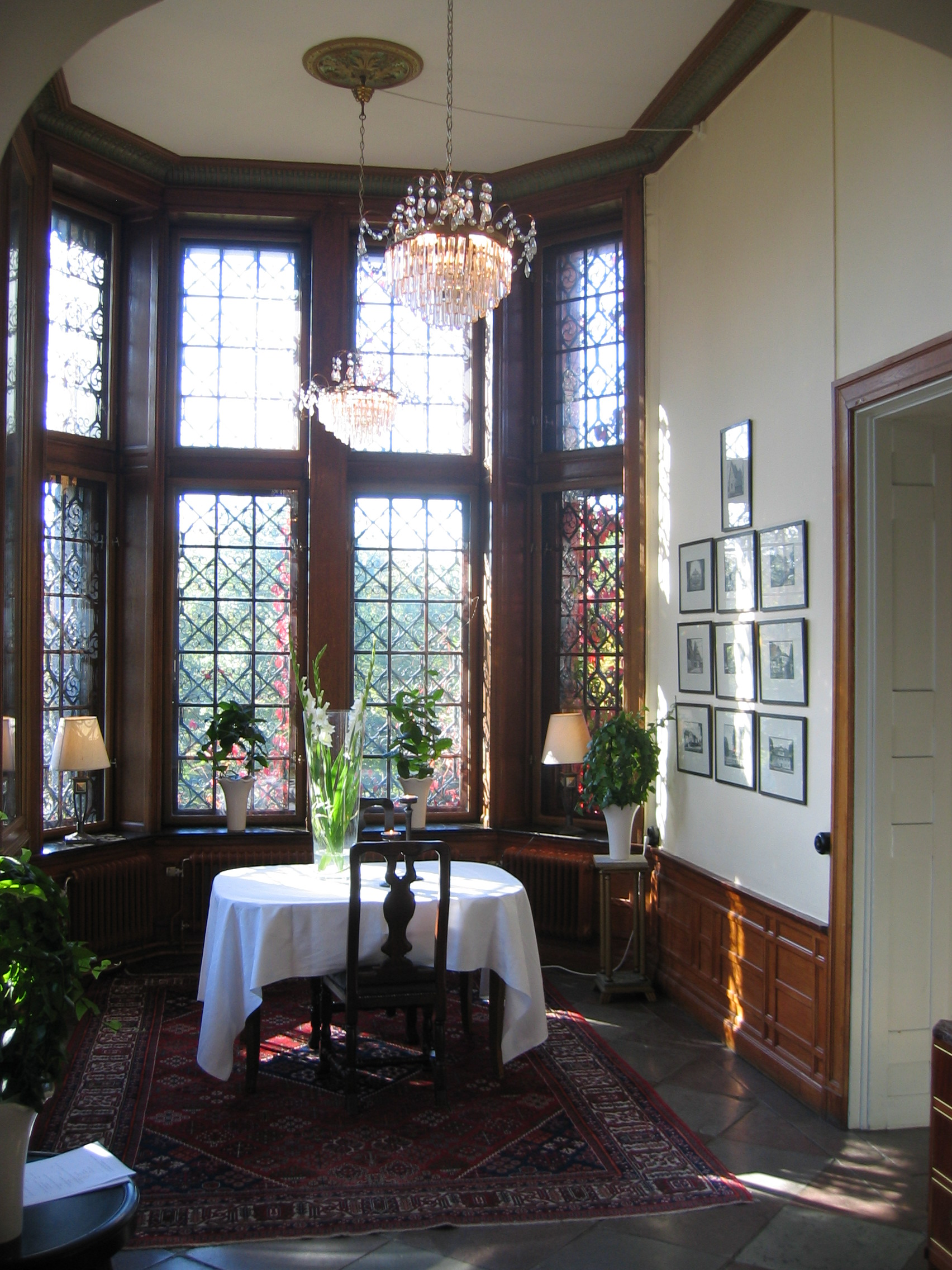
Одно из помещений комплекса
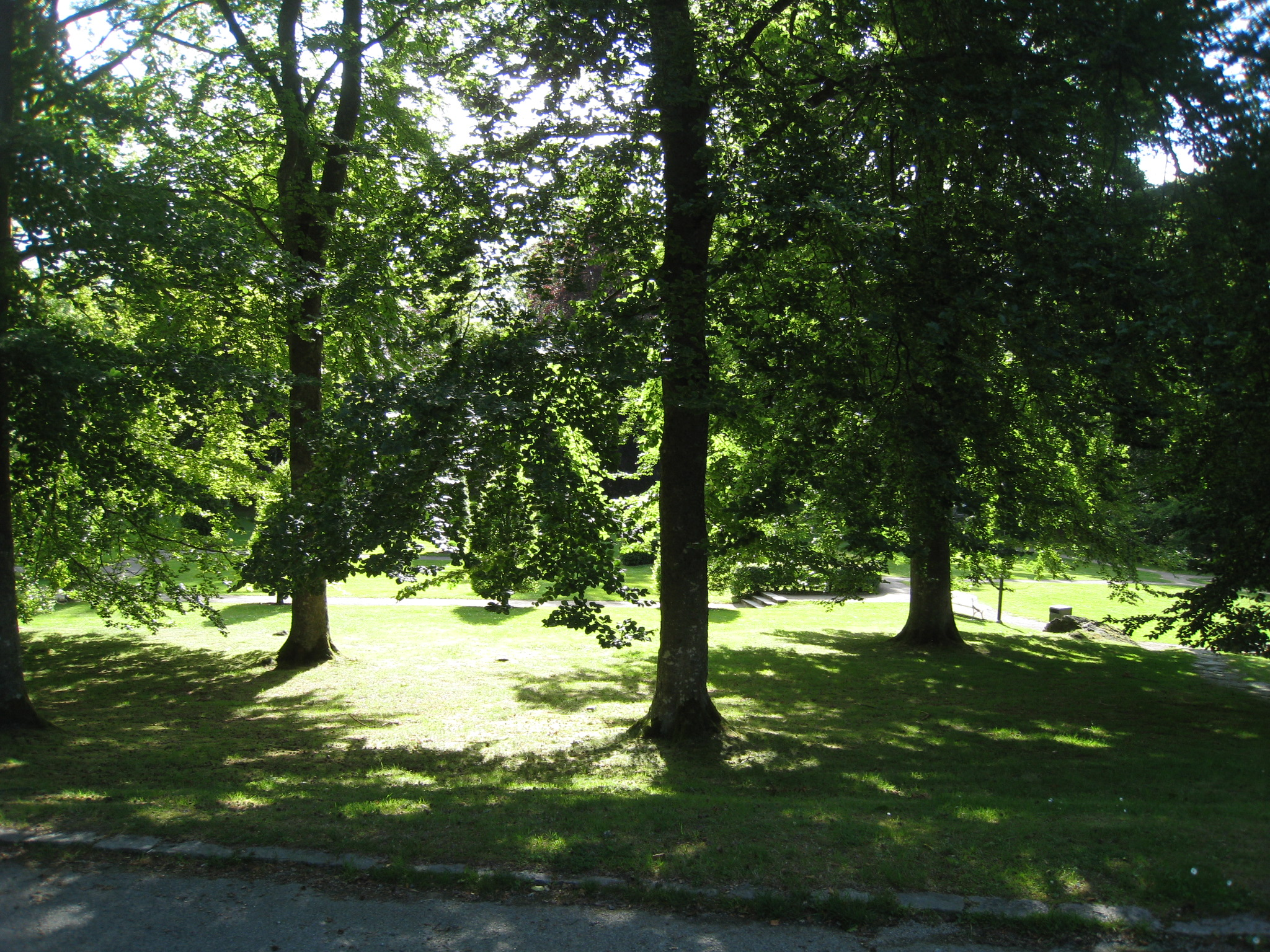
В замковом парке